# Samya Hassani
Samya Hassani (arabisch ساميا حسني, DMG Sāmiyā Ḥasanī; * 3. Januar 2000 in Amsterdam, Niederlande) ist eine niederländisch-marokkanische Fußballspielerin.

## Karriere

### Klub
In der Jugend spielte sie zuletzt bei VV Alkmaar, wo sie später auch in die A-Mannschaft überging. Für diese kam sie dann ab der Saison 2018/19 in der Eredivisie zum Einsatz. Nach zwei Spielzeiten hier folgte im Sommer 2021 dann ihr Wechsel nach Belgien, wo sie nun für KAA Gent auflief. Nach nur fünf Kurzeinsätzen in der Saison 2021/22 kehrte sie aber zur darauffolgenden Spielzeit wieder in ihr Heimatland zurück und schloss sich hier Telstar an.

### Nationalmannschaft
Nach der U20 machte sie am 14. Juni 2021 bei einem 3:2-Freundschaftsspielsieg über Mali ihr Debüt für die marokkanische A-Nationalmannschaft. Ihr erstes Turnier war dann der Afrika-Cup 2022, wo sie mit ihrem Team das Finale erreichte, dort jedoch gegen Südafrika unterlag. Dies reichte aber aus, damit sich ihre Mannschaft für die Weltmeisterschaft 2023 qualifizierte.